# Fundão, Valverde, Donas, Aldeia de Joanes e Aldeia Nova do Cabo
Fundão, Valverde, Donas, Aldeia de Joanes e Aldeia Nova do Cabo (oficialmente: União das Freguesias de Fundão, Valverde, Donas, Aldeia de Joanes e Aldeia Nova do Cabo ) é uma freguesia portuguesa do município do Fundão, com 57,83 km² de área e 12 639 habitantes (censo de 2021). A sua densidade populacional é 218,6 hab./km².

## História
Foi constituída em 2013, no âmbito de uma reforma administrativa nacional, pela agregação das antigas freguesias de Fundão, Valverde, Donas, Aldeia de Joanes e Aldeia Nova do Cabo e tem a sede em Fundão.

## Demografia
A população registada nos censos foi:
| Distribuição da População por Grupos Etários | Distribuição da População por Grupos Etários | Distribuição da População por Grupos Etários | Distribuição da População por Grupos Etários | Distribuição da População por Grupos Etários | Distribuição da População por Grupos Etários |
| -------------------------------------------- | -------------------------------------------- | -------------------------------------------- | -------------------------------------------- | -------------------------------------------- | -------------------------------------------- |
| Antes da agregação                           |                                              |                                              |                                              |                                              |                                              |
| Ano                                          | 0-14 anos                                    | 15-24 anos                                   | 25-64 anos                                   | >= 65 anos                                   | Total                                        |
| 2001                                         | 2198                                         | 1857                                         | 6938                                         | 1952                                         | 12945                                        |
| 2011                                         | 1957                                         | 1510                                         | 7362                                         | 2605                                         | 13434                                        |
| Após a agregação                             |                                              |                                              |                                              |                                              |                                              |
| Ano                                          | 0-14 anos                                    | 15-24 anos                                   | 25-64 anos                                   | >= 65 anos                                   | Total                                        |
| 2021                                         | 1465                                         | 1351                                         | 6578                                         | 3245                                         | 12639                                        |